# IC 81
IC 81 ist eine elliptische Galaxie mit ausgedehnten Sternentstehungsgebieten vom Hubble-Typ E-S0 im Sternbild Walfisch am Südsternhimmel. Sie ist schätzungsweise 179 Millionen Lichtjahre von der Milchstraße entfernt und hat einen Durchmesser von etwa 50.000 Lj.
Das Objekt wurde am 18. Oktober 1887 vom US-amerikanischen Astronomen Lewis Swift entdeckt.